# Jean Garchery
Pour les articles homonymes, voir Garchery.
Jean Garchery, né le 1er janvier 1872 à Nolay (Côte-d'Or) et mort le 12 février 1957 à Nice, homme politique français, conseiller municipal de Paris, député de la Seine, militant dans plusieurs formations de gauche puis collaborationniste pro-allemand.

## Biographie

### Cofondateur du Parti communiste français
Jean Garchery, né en 1872, milite dans un parti socialiste dès 1890 alors qu’il est employé. Il s'agit sans doute du Parti ouvrier socialiste révolutionnaire de Jean Allemane. Il rejoint le parti communiste lors du congrès de Tours (1921).
Jean Garchery est élu conseiller municipal de Paris en 1919. Il fait partie des 102 signataires de la déclaration du "comité pour la reconstruction de l'Internationale", impulsée par Jean Longuet, député de la Seine. Publiée dans L’Humanité et Le Populaire le 16 décembre 1920, la déclaration appelle au « rétablissement de l’unité socialiste nationale et internationale ».
Contrairement à Jean Longuet qui rejoint la SFIO, Jean Garchery restera membre du parti, qui se transforme ensuite en parti communiste, section française de l'Internationale communiste (PC-SFIC). Il devient membre du comité directeur du PC en 1921 et y siège jusqu’en 1923. Il a également des responsabilités locales, étant membre du conseil fédéral de la Seine en 1922.
En 1924, il est responsable de la commission de contrôle du PC, et en 1926 il est élu au sein du comité central. Il collabore notamment à la revue Cahiers du bolchévisme. Lors du congrès du PC-SFIC de Lyon en 1924 il présente un « programme municipal ».

### Du communisme à la SFIO
Jean Garchery et d’autres dirigeants sont mis en cause pour leurs liens avec la Ligue des droits de l'homme ou la franc-maçonnerie comme Louis Sellier, Marcel Cachin, Maurice Plais... Le 24 novembre 1929, il est exclu avec cinq conseillers municipaux parisiens : Louis Sellier, Charles Joly, Louis Castellaz, Camille Renault, Louis Gélis.
Jean Garchery est cité (aux côtés de Léon Blum, Boncour, Frossard et Déat) par Louis Aragon (1897-1982) dans son poème, Front rouge, écrit après le retour d'URSS du poète en 1931 : « Feu sur les ours savants de la social-démocratie/ Feu feu j'entends passer/ la mort qui se jette sur Garchery Feu vous dis-je/ ».
Jean Garchery est intégré avec Louis Sellier par Maurice Thorez dans la liste des « renégats [qui] tournaient casaque » .
Des exclus et des démissionnaires du PC-SFIC créent en décembre 1929 le Parti ouvrier et paysan dirigé par Louis Sellier, ancien secrétaire général du PC-SFIC et Jean Garchery.
Le Parti d'unité prolétarienne (PUP) est créé en décembre 1930 par la fusion du Parti ouvrier et paysan avec une autre formation issue d’une scission du PC, le Parti socialiste communiste ou Union socialiste communiste (PSC ou USC) de Paul-Louis (créé en 1923). Louis Sellier reste secrétaire général du PUP.
En 1936 le PUP fait partie de la coalition des forces de gauche qui amène au pouvoir le Front populaire. En juin 1937, le PUP disparaît en intégrant le Parti socialiste SFIO et Jean Garchery devient membre de cette formation. Il écrit notamment dans son journal, Le Populaire.

### Élu de gauche à Paris
Jean Garchery est élu conseiller municipal de Paris en 1919. Il continue à siéger au conseil municipal de Paris jusqu’en 1933.
En 1924, Jean Garchery est élu député de Paris et siège à la Chambre des députés jusqu’en 1928.
En 1932, Jean Garchery fait partie des huit députés élus sous l’étiquette du PUP, dont trois à Paris. Sa circonscription couvre le quartier de Picpus.
En 1936 Jean Garchery et neuf autres députés sont élus ou réélus avec le soutien du PUP. En juin 1937, il intègre le groupe du Parti socialiste SFIO.

### Dans la collaboration
Jean Garchery fait partie des 569 parlementaires sur 649 votants qui adoptent le 10 juillet 1940 une révision de la Constitution permettant d'attribuer les pleins pouvoirs au maréchal Philippe Pétain, président du conseil.
Il participe ensuite avec des personnalités comme René Château, le caricaturiste Moisan, Georges Lefranc, ou Georges Albertini à la publication Le Rouge et le Bleu qui s’intitule « Revue de la pensée socialiste française ». Le Rouge et le Bleu publie 42 numéros entre novembre 1941 et août 1942. Jean Garchery y signe des articles sur la démographie.
Jean Garchery écrit également dans L'œuvre, quotidien du Rassemblement national populaire (RNP) de Marcel Déat, autre ancien député du PUP, qui paraît de septembre 1940 à août 1944.

### Avec la gauche dissidente après la Libération
Avec plusieurs responsables socialistes engagés dans la collaboration, et notamment Paul Faure, Jean Garchery fait partie des dirigeants de la fédération de la Seine du parti socialiste SFIO qui créent le Parti socialiste démocratique en 1945. Il dirigeait à sa fondation la fédération de la Seine de cette formation.
Le Parti socialiste démocratique sera une des composantes du Rassemblement des gauches républicaines (RGR).
Le fils de Jean Garchery, Jean-Pierre Garchery (1903-1984) a été conseiller général du canton de Joinville-le-Pont (Val-de-Marne) (1976-1982) et maire de Joinville-le-Pont (1975–1977). Dans cette dernière fonction, Jean-Pierre Garchery prend la succession de Georges Defert, qui fut aussi membre du RGR.

## Sources
- Auger (Fabrice) : Sport, culture physique et fascisme, Pour en finir avec le mythe du Front populaire, in Quasimodo, no 3-4 (« Nationalismes sportifs »), printemps 1997, Montpellier
- Garchery (Jean) : Programme municipal préparé pour le congrès de Lyon en 1924, in Cahiers d'histoire de l'Institut Maurice Thorez 36, no. 2 (1980): 89; Danielle Tartakowsky, Écoles et éditions communistes, 1921-1933, doctorat du troisième cycle, Université de Paris-8, 1977.
- Le réquisitoire des Six : Louis Sellier, Jean Garchery, Charles Jolly, Castellaz, Camille Renault, Louis Gelis, conseillers municipaux de Paris et conseillers généraux de la Seine, Paris, Ça ira, Organe du Parti ouvrier et paysan, 1929, 69 p. Fonds Faucier du Centre d’histoire sociale du XXe siècle (UFR 09 de l'Université Paris1-Panthéon Sorbonne).
- Lefranc (Georges) : Le mouvement socialiste sous la troisième République. Payot, 1963.
- Duhamel (Éric) Le Rassemblement des gauches républicaines et ses composantes, Recherches contemporaines, no 5, 1998-1999, Université Paris 10 .
- Charles (Jean), Girault (Jacques), Robert (Jean-Louis), Tartakowsky (Danielle) et Willard (Claude), Le Congrès de Tours, éditions Sociales, Paris, 1980.
- « Jean Garchery », dans le Dictionnaire des parlementaires français (1889-1940), sous la direction de Jean Jolly, PUF, 1960 [détail de l’édition]